# 趙志恆
趙志恆（1971年7月31日—），音译马尼什·乔汉，印度外交官，曾任印度台北协会会长（即印度駐台代表）、印度驻葡萄牙大使，2024年起任印度驻约旦大使。

## 经历
趙志恆早年在普拉亚格拉吉的聖約瑟夫學院學習，後毕业于德里大学历史系。
1994年進入外交部門後，趙志恆歷任駐香港總領事館領事、駐孟加拉斯里蘭卡緬甸及馬爾地夫事務司科長、新聞官、駐伊朗大使館一等秘書、駐伊朗大使館政治參事、駐中華人民共和國大使館參事等職。2009年返外交部述職，先後任職西亞北非司、總務司、西歐司，2013年升任南亞區域合作組織司司長。2013年，接任印度-台北協會會長。2015年，趙志恆與駐印度臺北經濟文化中心大使銜代表田中光分別代表兩國政府簽署「台印度中小企業合作備忘錄」。
2021年1月，出任驻葡萄牙大使（2020年任命）。2024年，趙志恆被任命爲下一任印度駐約旦大使。2024年8月27日，向约旦国王递交国书。

## 个人生活
趙志恆已婚，与妻子兰吉塔（Ranjeeta）育有一子一女。